# Boardwalk Records
Boardwalk Records est un label indépendant américain fondé en 1980 par Neil Bogart, après que PolyGram a acheté son précédent label Casablanca Records. Le label a eu quelques succès notamment avec Joan Jett et Harry Chapin avant que Bogart meurt du cancer en 1982. Les principaux artistes actuels sont ZZ Ward, Wallpaper. et Nova Rockafeller et Syl Johnson.

## Histoire
Chris Christian est le premier artiste à signer chez Boardwalk, sur le conseil de Robert Kardashian (père de Kim Kardashian), son manager. À la fin de l'année 1981, son titre I Want You I Need You est classé 37e au top 40 du Billboard pop hit et top 10 du A/C hit. 
Un an après la mort de Bogart, le label ferme et son catalogue est racheté par Tom Ficara de la W. Jersey Bank. 
Boardwalk Records est relancé en 2010 par les fils de Neil Bogart, Evan Bogart et Timothy Bogart, et leur associé Gary A. Randall. Le label appartient formellement à The Boardwalk Entertainment Group.

## Anciens artistes
- Joan Jett,
- Harry Chapin,
- Invisible Mans Band, produit par Alex Masucci et Clarence Burke Jr.,
- Curtis Mayfield,
- The Ohio Players,
- Richard "Dimples" Fields,
- Chris Christian,
- Night Ranger,
- Ringo Starr,
- Starpoint,
- Sunrize,
- Mike Love,
- Get Wet,
- Phil Seymour,
- Tierra.

Les bandes originales des films Megaforce (1982) et Popeye (1980) sont également sortis sur ce label.